# Episodi di Bones (decima stagione)
La decima stagione della serie televisiva Bones è stata trasmessa in prima visione assoluta negli Stati Uniti d'America da Fox dal 25 settembre 2014 all'11 giugno 2015.
In Italia la stagione è stata trasmessa in prima visione assoluta dal 4 febbraio al 14 aprile 2016 su TOP Crime.
La puntata finale di questa stagione è stata girata in modo tale che se lo show, la cui cancellazione era stata presa in considerazione da Fox durante le riprese, fosse stato effettivamente cancellato, avrebbe potuto essere la puntata conclusiva della serie.
| nº | Titolo originale                         | Titolo italiano             | Prima TV USA      | Prima TV Italia  |
| -- | ---------------------------------------- | --------------------------- | ----------------- | ---------------- |
| 1  | The Conspiracy in the Corpse             | Le rivelazioni del cadavere | 25 settembre 2014 | 4 febbraio 2016  |
| 2  | The Lance to the Heart                   | Il cuore di Sweets          | 2 ottobre 2014    | 4 febbraio 2016  |
| 3  | The Purging of the Pundit                | La voce dell'intolleranza   | 9 ottobre 2014    | 11 febbraio 2016 |
| 4  | The Geek in the Guck                     | Game Over                   | 16 ottobre 2014   | 11 febbraio 2016 |
| 5  | The Corpse at the Convention             | Convegno con il morto       | 30 ottobre 2014   | 18 febbraio 2016 |
| 6  | The Lost Love in the Foreign Land        | La tratta                   | 6 novembre 2014   | 18 febbraio 2016 |
| 7  | The Money Maker on the Merry-Go-Round    | Orrore al parco giochi      | 13 novembre 2014  | 25 febbraio 2016 |
| 8  | The Puzzler in the Pit                   | L'enigma del cadavere       | 20 novembre 2014  | 25 febbraio 2016 |
| 9  | The Mutilation of the Master Manipulator | Obbedienza cieca            | 4 dicembre 2014   | 3 marzo 2016     |
| 10 | The 200th in the 10th                    | 200 candeline               | 11 dicembre 2014  | 3 marzo 2016     |
| 11 | The Psychic in the Soup                  | Spezzatino di cadavere      | 26 marzo 2015     | 10 marzo 2016    |
| 12 | The Teacher in the Books                 | Il cadavere sotto i libri   | 2 aprile 2015     | 10 marzo 2016    |
| 13 | The Baker in the Bits                    | Il pasticcere in briciole   | 9 aprile 2015     | 17 marzo 2016    |
| 14 | The Putter in the Rough                  | Delitto al minigolf         | 16 aprile 2015    | 17 marzo 2016    |
| 15 | The Eye in the Sky                       | L'occhio dal cielo          | 23 aprile 2015    | 24 marzo 2016    |
| 16 | The Big Beef in the Royal Diner          | Cibo, cucina e morte        | 30 aprile 2015    | 24 marzo 2016    |
| 17 | The Lost in the Found                    | La studentessa triste       | 7 maggio 2015     | 31 marzo 2016    |
| 18 | The Verdict in the Victims               | All'ultimo istante          | 7 maggio 2015     | 31 marzo 2016    |
| 19 | The Murder in the Middle East            | Omicidio in medio oriente   | 14 maggio 2015    | 7 aprile 2016    |
| 20 | The Woman in the Whirlpool               | La donna nel vortice        | 28 maggio 2015    | 7 aprile 2016    |
| 21 | The Life in the Light                    | Il cammino verso la luce    | 4 giugno 2015     | 14 aprile 2016   |
| 22 | The Next in the Last                     | L'ultimo caso               | 11 giugno 2015    | 14 aprile 2016   |

## Le rivelazioni del cadavere
- Titolo originale: The Conspiracy in the Corpse
- Diretto da: Ian Toynton
- Scritto da: Stephen Nathan e Jonathan Collier

### Trama
Tre mesi dopo Booth è in carcere in attesa del processo. Sarà Bones a trovare il modo per farlo uscire. La squadra è di nuovo al completo ed è pronta a scoprire cosa sia realmente successo e chi è il responsabile iniziando dalla riesumazione di un corpo.
- Altri interpreti: John Boyd (James Aubrey)
- Ascolti USA: telespettatori 6 340 000[2]

## Il cuore di Sweets
- Titolo originale: The Lance to the Heart
- Diretto da: Dwight H. Little
- Scritto da: Nkechi Okoro Carroll e Keith Foglesong (sceneggiatura); Michael Peterson (soggetto)

### Trama
Grazie al contributo di tutta la squadra, Booth riesce finalmente ad incastrare il capo della cospirazione. Inoltre tutto il team rimane profondamente sconvolto dalla morte di un membro molto importante della squadra, Sweets.
- Ascolti USA: telespettatori 6 410 000[3]

## La voce dell'intolleranza
- Titolo originale: The Purging of the Pundit
- Diretto da: Tim Southam
- Scritto da: Michael Peterson

### Trama
Viene ritrovato il cadavere di un opinionista radiofonico estremista. Booth ha difficoltà ad accettare l'aiuto dell'agente Aubrey e a fidarsi di lui, ma Bones interviene in suo aiuto. Tutti insieme giungeranno alla soluzione del caso.
- Ascolti USA: telespettatori 6 390 000[4]

## Game Over
- Titolo originale: The Geek in the Guck
- Diretto da: Milan Cheylov
- Scritto da: Gene Hong

### Trama
In riva ad un fiume viene rinvenuto un cadavere senza braccia. La vittima è un programmatore di videogiochi con manie di controllo. Booth e Bones discutono su quale sia la scuola materna migliore per Christine.
- Ascolti USA: telespettatori 6 560 000[5]

## Convegno con il morto
- Titolo originale: The Corpse at the Convention
- Diretto da: Chad Lowe
- Scritto da: Dave Thomas

### Trama
Il team del Jeffersonian partecipa alla convention nazionale sulle scienze forensi, di cui la dottoressa Brennan è la relatrice principale. Proprio mentre sta per iniziare il suo discorso l'allarme antincendio inizia a suonare: è scoppiato un incendio che ha carbonizzato un corpo. La vittima è una scienziata con cui Hodgins aveva discusso poco prima, per cui anche lui finisce nella lista degli indagati. In sole ventiquattro ore la squadra riesce a risolvere il caso e il convegno può riprendere. Wendell ritorna al lavoro perché è in remissione, tuttavia teme ancora per la sua salute. Booth lo aiuterà a superare la crisi.
- Ascolti USA: telespettatori 5 600 000[6]

## La tratta
- Titolo originale: The Lost Love in the Foreign Land
- Diretto da: Allison Liddi-Brown
- Scritto da: Emily Silver

### Trama
In un campo dove pascolano capre viene rinvenuto il cadavere di una donna asiatica. L'indagine porterà a scoprire una tratta di schiavi dall'est. Dopo un primo rifiuto, Arastoo riesce a farsi approvare il nuovo titolo per la tesi di dottorato.
- Ascolti USA: telespettatori 5 640 000[7]

## Orrore al parco giochi
- Titolo originale: The Money Maker on the Merry-Go-Round
- Diretto da: Michael Lange
- Scritto da: Keith Foglesong

### Trama
Sotto la giostrina di un parco giochi viene ritrovato il cadavere di un broker. Questo caso fa emergere un evento della vita personale dell'agente Aubrey: il padre, accusato di illeciti negli affari di borsa, ha abbandonato la moglie e il figlio che aveva solo tredici anni. Alla fine Bones cercherà di fargli accettare la cosa. Christine inizia a dire le parolacce.
- Ascolti USA: telespettatori 5 500 000[8]

## L'enigma del cadavere
- Titolo originale: The Puzzler in the Pit
- Diretto da: Chad Lowe
- Scritto da: Nkechi Okoro Carroll

### Trama
Al Jeffersonian si analizzano i resti di un noto enigmista, mentre Daisy ha le contrazioni. Tutta la squadra le si stringe attorno e nasce così il piccolo Seeley, figlio di Sweets.
- Ascolti USA: telespettatori 5 260 000[9]

## Obbedienza cieca
- Titolo originale: The Mutilation of the Master Manipulator
- Diretto da: Tim Southam
- Scritto da: Hilary Weisman Graham

### Trama
Un corpo è stato smembrato e i suoi resti sono stati disseminati in vari bidoni dell'immondizia. Quando la squadra riesce a rimettere insieme i pezzi scopre che si tratta di un noto psicologo. Booth è costretto a rimanere in ufficio per studiare i quiz per la patente a causa di qualche multa di troppo. Del caso si occupano l'agente Aubrey e Bones. Intanto Wendell finisce il ciclo di cure ed esce con un'infermiera.
- Ascolti USA: telespettatori 5 700 000[10]

## 200 candeline
- Titolo originale: The 200th in the 10th
- Diretto da: David Boreanaz
- Scritto da: Stephen Nathan

### Trama
200º episodio della serie. Tutto comincia come un film degli anni 50 senza colori dove Booth e Bones sono famosi attori e vengono invitati alla prima del loro nuovo film; entrano in una sala e comincia il film. Con la ripresa di nuovo a colori si svolge una storia riguardante tutti i personaggi della serie. Booth è un ladro e Bones una poliziotta esperta di archeologia, un genio, che crede innocente il ladro perseguitato dalla polizia accusato di omicidio.
- Ascolti USA: telespettatori 5 490 000[11]

## Spezzatino di cadavere
- Titolo originale: The Psychic in the Soup
- Diretto da: Jeannot Szwarc
- Scritto da: Lena D. Waithe

### Trama
Viene ritrovato un corpo all'interno di un tronco: la vittima era una sensitiva e, per questo motivo, Angela chiede aiuto alla sua amica Avalon per mettersi in contatto con lei. Avalon però ha difficoltà perché disturbata dalla presenza dello spirito di Sweets che, nel giorno del proprio compleanno, vuole fare a Booth e Bones un regalo. 
- Guest star: Cindy Lauper (Avalon)
- Ascolti USA: telespettatori 5 840 000[12]

## Il cadavere sotto i libri
- Titolo originale: The Teacher in the Books
- Diretto da: Anne Renton
- Scritto da: Taylor Martin

### Trama
Un'insegnante viene uccisa. Si scopre che è stata soffocata e rinchiusa in un armadietto della scuola. Successivamente le sono state spezzate le ginocchia. Julian ha molto a cuore questo caso perché si tratta di una scuola all'interno di un quartiere povero con numerosi problemi e vuole che le indagini siano condotte al meglio. Il colpevole si scoprirà essere un altro docente che era stato scoperto dalla vittima a falsificare i test d'esame per fare bella figura. Alla fine della puntata Julian si offre di aiutare due ragazzi che erano stati coinvolti nella faccenda promettendo loro sostegno.
- Ascolti USA: telespettatori 4 740 000[13]

## Il pasticcere in briciole
- Titolo originale: The Baker in the Bits
- Diretto da: Michael Lange
- Scritto da: Jonathan Collier

### Trama
Al termine di una fuga un uomo muore a causa di un ordigno esplosivo. I resti vengono portati in laboratorio ed Arastoo arriva in ritardo, spiegando poi a Cam che suo fratello è malato e che deve tornare in Iran per assicurarsi che riceva le migliori cure. Cam viene isolata e non ha possibilità di dire la sua. Il corpo si scopre essere di un ex detenuto e, in seguito dell'indagine svolta dalla squadra del Jeffersonian, si viene a conoscenza del luogo dell'omicidio. Qui vengono trovati altri tre corpi. Cam saluta Arastoo prima che parta.
- Ascolti USA: telespettatori 5 030 000[14]

## Delitto al minigolf
- Titolo originale: The Putter in the Rough
- Diretto da: Milan Cheylov
- Scritto da: David Thomas

### Trama
Mentre un uomo tenta il suicidio scopre un cadavere ricoperto di guano di uccello. Il team del Jeffersonian indaga, ma si trova in difficoltà a causa dei fori lasciati dai proiettili. Intanto Max parte per l'Ohio senza dare spiegazioni e viene arrestato per profanazione di tomba. Booth riesce a farlo assolvere e a ottenere una spiegazione per Bones. Wendel rompe un orologio antico della sua ragazza e chiede aiuto a Hodgins per ripararlo.
- Ascolti USA: telespettatori 4 880 000[15]

## L'occhio dal cielo
- Titolo originale: The Eye in the Sky
- Diretto da: Arlene Sanford
- Scritto da: Gene Hong

### Trama
Mentre Bones e Booth scoprono che avranno un altro figlio un cadavere viene ritrovato in un tritatutto. L'uomo giocava a poker e, per prendere l'assassino, Booth decide di partecipare ad una partita nonostante il parere contrario di Bones e Aubrey. Il ritorno al gioco d'azzardo creerà dei problemi a Booth. Hodgins ha un'idea geniale per una nuova invenzione.
- Ascolti USA: telespettatori 4 650 000[16]

## Cibo, cucina e morte
- Titolo originale: The Big Beef in the Royal Diner
- Diretto da: Alex Chapple
- Scritto da: Hilary Weisman Graham

### Trama
Il team del Jeffersonian si imbatte nel cadavere di un critico che voleva stroncare il Royal Diner. Bones è impegnata a creare una canzone rap per fare imparare i nomi delle ossa alla figlia. Hodgins riesce a vendere la sua invenzione e riceve due milioni di dollari come anticipo. Cam è preoccupata per Arastoo, che è ancora in Iran. Booth continua a scommettere e, con i soldi vinti, fa un regalo a Bones.
- Ascolti USA: telespettatori 4 290 000[17]

## La studentessa triste
- Titolo originale: The Lost in the Found
- Diretto da: Jeannot Szwarc
- Scritto da: Emily Silver

### Trama
In un bosco viene ritrovato il corpo di una ragazza di sedici anni scomparsa quattro giorni prima. La vittima frequentava una scuola privata e le indagini si concentrano su alcune compagne, fino alla scoperta di una drammatica verità. Bones non vuole ammettere di essere già al sesto mese: ha paura perché, più la famiglia cresce, più lei avrà qualcosa da perdere. Daisy riceve un invito da un uomo, ma le sembra troppo presto per accettare un appuntamento, visto che Sweets è venuto a mancare da meno di un anno.
- Ascolti USA: telespettatori 4 490 000[18]

## All'ultimo istante
- Titolo originale: The Verdict in the Victims
- Diretto da: Michael Lange
- Scritto da: Nkechi Okoro Carroll

### Trama
Bones esamina di nuovo le prove relative al serial killer degli ex detenuti (The baker in the bits) prima dell'esecuzione di Rockweel, l'uomo che era stato arrestato da lei e Booth. Un indizio le consente di riaprire le indagini, ma il tempo stringe.
- Ascolti USA: telespettatori 4 490 000[18]

## Omicidio in medio oriente
- Titolo originale: The Murder in the Middle East
- Diretto da: Milan Cheylov
- Scritto da: Michael Peterson

### Trama
In Iran Arastoo viene rapito da un parlamentare perché indaghi sulla morte del figlio. Cam e Booth lo raggiungono per aiutarlo e, insieme al team del Jeffersonian, scoprono l'assassino. L'allibratore di Booth si presenta a casa e minaccia Bones. Lei si rivolge a Aubrey e caccia Booth di casa.
- Ascolti USA: telespettatori 4 710 000[19]

## La donna nel vortice
- Titolo originale: The Woman in the Whirlpool
- Diretto da: Dwight Little
- Scritto da: Kathy Reichs e Kerry Reichs

### Trama
Bones continua ad impedire a Booth di tornare a casa, nonostante lui frequenti gli incontri per i giocatori anonimi. In un laghetto viene ritrovato il corpo di una donna che collezionava barattoli per biscotti. La dipendenza della donna e il suo rapporto con la figlia fanno capire alcune cose a Booth. Aubrey sembra avere un certo interesse per l'assistente Jessica Warren.
- Ascolti USA: telespettatori 5 420 000[20]

## Il cammino verso la luce
- Titolo originale: The Life in the Light
- Diretto da: Randy Zisk
- Scritto da: Keith Foglesong

### Trama
Un istruttore di yoga viene ritrovato in un parco dopo un grande incendio. La squadra indaga per capire chi avesse motivo di ucciderlo. Intanto Bones e Booth si riavvicinano e Hodgins compra una casa a Parigi per sé e Angela.
- Ascolti USA: telespettatori 5 210 000[21]

## L'ultimo caso
- Titolo originale: The Next in the Last
- Diretto da: Ian Toynton
- Scritto da: Stephen Nathan e Jonathan Collier

### Trama
Viene ritrovato il cadavere di un uomo scuoiato e impalato su un obelisco: il modus operandi ricorda quello di Pelant. Angela e Hodgins rimandano i preparativi per la partenza per aiutare nelle indagini, mentre Bones e Booth decidono che questo sarà il loro ultimo caso, in quanto hanno intenzione di iniziare una nuova vita. Durante le indagini si scopre che il movente dell'omicidio sono i soldi che Pelant aveva rubato a Hodgins e che non erano mai stati trovati. Bones mette alla prova i suoi tirocinanti per vedere se sono in grado di rimpiazzarla. Alla fine Booth e Aubrey arrestano l'assassina. Angela ritrova i soldi rubati, ma Hodgins le chiede di darli in beneficenza; lei accetta ad una condizione: restare al Jeffersonian perché non vuole che lui abbandoni la sua vita. Bones e Booth lasciano il laboratorio.
- Ascolti USA: telespettatori 5 110 000[22]